# Matriz de Moore
Em álgebra linear, uma matriz de Moore, introduzida por Eliakim Hastings Moore, é uma matriz definida ao longo de um corpo finito. Quando é uma matriz quadrada seu determinante é chamado um determinante Moore (este não está relacionado com o determinante Moore de uma matriz quaterniônica Hermitiana ). A matriz de Moore tem potências sucessivas do endomorfismo de Frobenius aplicada à coluna em primeiro lugar, por isso, é um m × n matriz.
{\displaystyle M={\begin{bmatrix}\alpha _{1}&\alpha _{1}^{q}&\dots &\alpha _{1}^{q^{n-1}}\\\alpha _{2}&\alpha _{2}^{q}&\dots &\alpha _{2}^{q^{n-1}}\\\alpha _{3}&\alpha _{3}^{q}&\dots &\alpha _{3}^{q^{n-1}}\\\vdots &\vdots &\ddots &\vdots \\\alpha _{m}&\alpha _{m}^{q}&\dots &\alpha _{m}^{q^{n-1}}\\\end{bmatrix}}}
ou
{\displaystyle M_{i,j}=\alpha _{i}^{q^{j-1}}}

Matrizes são muito utilizadas para a resolução de sistemas de equações lineares e transformações lineares.

para todos os índices i e j. (Alguns autores usam a transposição da matriz acima.) 
O determinante Moore de uma matriz quadrada Moore (de modo que m = n) pode ser expresso como: 
{\displaystyle \det(V)=\prod _{\mathbf {c} }\left(c_{1}\alpha _{1}+\cdots +c_{n}\alpha _{n}\right),}
onde c é executado ao longo de um conjunto completo de vetores de direção, feito específico por ter a última entrada não-zero igual a 1, i.e.
{\displaystyle \det(V)=\prod _{1\leq i\leq n}\prod _{c_{1},\dots ,c_{i-1}}\left(c_{1}\alpha _{1}+\cdots +c_{i-1}\alpha _{i-1}+\alpha _{i}\right).}
Em particular, o determinante Moore desaparece se, e somente se, os elementos na coluna do lado esquerdo estão linearmente independente sobre o corpo finito de ordem q. Assim ele é análogo ao Wronskiano.
Dickson usado o determinante Moore para encontrar os invariantes modulares do grupo geral linear sobre um corpo finito.